# Hiroko Akutsu
Hiroko Akutsu (阿久津博子, Akutsu Hiroko), ou simplement hiroko, est la chanteuse du groupe de J-pop Mihimaru GT. Née dans la préfecture de Hyogo, au Japon, elle entre en étude secondaire à Tochigi, Utsunomiya.

## Biographie
Le public trouvent une ressemblance entre Akutsu et l'ancienne membre du groupe Morning Musume, Mari Yaguchi. Hiroko débute dans la musique en envoyant une cassette démo des chansons d'Ayumi Hamasaki. Bien que membre du groupe Mihimaru GT, elle s'engage également dans une carrière d'artiste solo et sort quelques albums tels que Open the Door.